# Genhausen
Genhausen ist eine Honschaft (Ortsteil) des Stadtteils Rheindahlen-Land im Stadtbezirk West (bis 22. Oktober 2009 Rheindahlen) in Mönchengladbach.

## Verkehr
Durch Genhausen verläuft die Kreisstraße 10. Genhausen ist über die Linien 026 und 027 der NEW mobil und aktiv Mönchengladbach an das innerstädtische Nahverkehrsnetz angeschlossen. Der Haltepunkt Mönchengladbach-Genhausen befindet sich am Eisernen Rhein und wird montags bis freitags stündlich von Personentriebwagen des Typs LINT 41 der Vias als Schwalm-Nette-Bahn (RB 34) bedient. An Wochenenden verkehrt die Regionalbahn im Zwei-Stunden-Takt. Am Haltepunkt Genhausen ist die tarifliche Grenze zwischen dem Aachener Verkehrsverbund und dem Verkehrsverbund Rhein-Ruhr.
| Linie | Linienverlauf | Takt                                                    |
| ----- | --- | ------------------------------------------------------- |
| RB 34 | Schwalm-Nette-Bahn: Mönchengladbach Hbf – Rheydt Hbf – Mönchengladbach-Rheindahlen – Mönchengladbach-Genhausen – Wegberg – Arsbeck – Dalheim Stand: Fahrplanwechsel Dezember 2023 | 60 min (wochentags) 120 min (Wochenenden und Feiertage) |